# En Saga
En Saga (tiếng Việt: Một câu chuyện cổ tích) là bản giao hưởng thơ của nhà soạn nhạc người Phần Lan Jean Sibelius. Tác phẩm được viết trong các năm 1892-1901. Chủ đề của nó là một bản octet cho đàn dây được viết khi Sibelius còn là một sinh viên.